# Alberto Radicati
Alberto Radicati di Passerano e Cocconato, conde de Passerano ( Torino, 11 de noviembre de 1698 - 24 de octubre de 1737, La Haya), fue un historiador, filósofo y librepensador del siglo XVIII. Nacido en Italia, se convirtió al protestantismo y se exilió voluntariamente en Londres. Fue el reputado autor de la obra de 1732 Una disertación filosófica sobre la muerte, compuesta para consolación de los infelices por un amigo de la verdad, publicada en Londres. Este trabajo generó un gran escándalo y condujo al arresto de Radicati y su traductor, y a la imposición de una multa.  Posteriormente se mudó a las Provincias Unidas (actualmente Países Bajos), donde murió unos años más tarde sumido en la pobreza.
George Berkeley hace referencia a la Disertación sobre la Muerte en su Teoría de la Visión Vindicada de 1733, sección 5, como ejemplo de lo que constituye una opinión radical de una persona librepensadora identificándolo con el personaje de Lysicles de su diálogo Alciphron.

## Una disertación filosófica sobre la muerte
En esta obra Radicati pretendíó legitimar el suicidio frente a la moral cristiana de su época, y frente a la inmiscusión del estado en relación con el mismo.
Siguiendo el razonamiento de Spinoza en el axioma de su Ética sobre Dios o la naturaleza, Radicati reflexiona sobre la muerte defendiendo que el miedo a esta no es natural; sino que ha sido impuesto a la humanidad por "hombres ambiciosos que, no satisfechos con el estado de igualdad que la naturaleza les había dado, se obcecaron en perseguir el dominio sobre los demás". Según Simon Critchley estos hombres ambiciosos hacen alusión a Moisés, Cristo y Mahoma; los tres personajes impostores del libro de 1690 Tratado de los tres impostores.